# Casco Viejo Bilbao
Casco Viejo Bilbao byl hokejový klub z Bilbaa, který hrával Španělskou hokejovou ligu. 

## Historie
Klub byl založen roku 1975, a po sezóně 1975/76 se sloučil s týmem Nogaro Bilbao. V sezóně 1978/79 se jako první španělský klub zúčastnil PMEZ v ledním hokeji, kterého se účastnil celkem 4krát s bilancí 2 výher a 8 porážek. V roce 1981 změnil svůj název na Bilbao Vizcaya. Zanikl roku 1986 z ekonomických důvodů.

## Vítězství
- Španělská liga ledního hokeje – 1977, 1978, 1979, 1981, 1982, 1983
- Copa del Rey – 1978, 1981

## Změny názvu klubu
1975 - 1981 Casco Viejo Bilbao
1981 - 1986 Bilbao Vizcaya